# چرخاب ودل

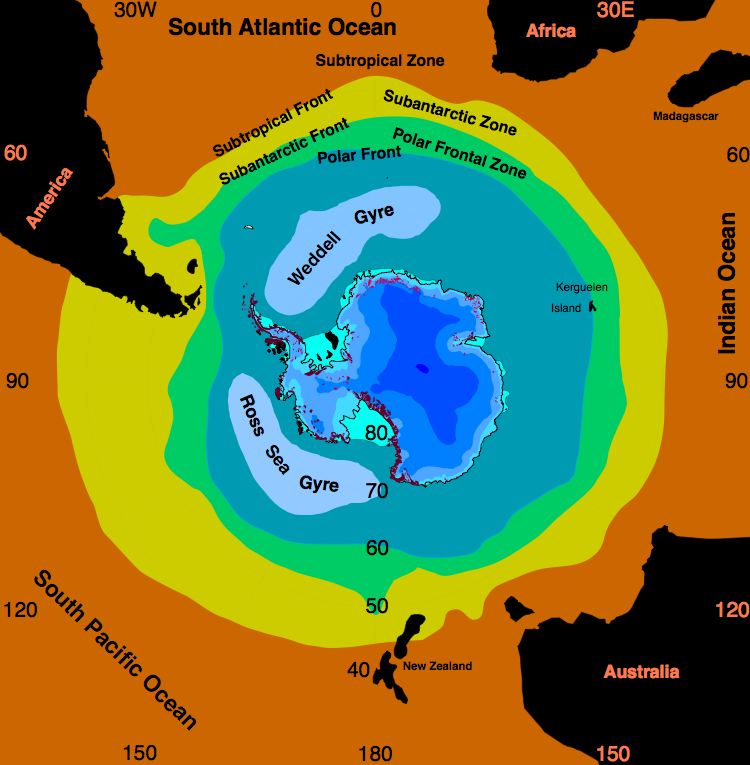
موقعیت چرخاب ودل در دریای ودل.

چرخاب ودل (انگلیسی: Weddell Gyre) یکی از دو چرخاب موجود در اقیانوس منجمد جنوبی است که در دریای ودل واقع شده و در جهت ساعت‌گرد گردش می‌کند. پدید آمدن این چرخاب نتیجه برخورد و تعامل جریان پیراقطبی جنوبگان و فلات قاره جنوبگان است. اثر نیروی کوریولیس در نیم‌کره جنوبی و انتقال اکمن باعث انحراف این چرخاب به سمت چپ و دوری آن از مرکز چرخاب می‌شود. این قسمت از اقیانوس جنوبگان به‌دلیل خیزش آب سرد و سرشار از مواد غذایی نقش مهمی در تکثیر و تغذیه آبزیان دارد.